# Callendar-Van-Dusen-Gleichung
Die Callendar-Van-Dusen-Gleichung beschreibt die Beziehung zwischen dem elektrischen Widerstand {\displaystyle R} und der Temperatur {\displaystyle T} von Platin-Widerstandsthermometern (RTD). Einen ähnlichen Zusammenhang, allerdings in Bezug zu Halbleitern, stellt die Steinhart-Hart-Gleichung dar.
Die Beziehung zwischen dem Widerstandswert und der Temperatur durch die folgenden Zahlenwertgleichungen angegeben, wobei die Temperatur in Grad Celsius (°C) und der Widerstandswert in Ohm einzusetzen sind. Die Beziehung über 0 °C (bis zum Schmelzpunkt von Aluminium ~ 660 °C) ist eine Vereinfachung der Gleichung, die über einen größeren Bereich bis hinab zu −200 °C gilt. Die längere Form wurde 1925 von M. S. Van Dusen veröffentlicht und lautet:
{\displaystyle R(T)=R(0)[1+A\cdot T+B\cdot T^{2}+(T-100)CT^{3}]}
Während die einfachere Form bereits früher von Callendar veröffentlicht wurde, ist sie im Allgemeinen nur im Bereich zwischen 0 °C und 661 °C gültig und lautet:
{\displaystyle R(T)=R(0)(1+A\cdot T+B\cdot T^{2})}
Dabei werden die Konstanten A, B und C aus experimentell bestimmten Parametern α, β und δ mithilfe von Widerstandsmessungen bei 0 °C, 100 °C und 260 °C abgeleitet.
Zusammen,
{\displaystyle R(T)=\left\{{\begin{array}{lr}R(0)[1+A\cdot T+B\cdot T^{2}]&{\text{wenn }}0^{\circ }{\text{C}}\leq T<661^{\circ }{\text{C}}\\R(0)[1+A\cdot T+B\cdot T^{2}+C\cdot (T-100)T^{3}]&{\text{wenn }}-200^{\circ }{\text{C}}<T<0^{\circ }{\text{C}}\end{array}}\right.}
Wesentlich ist, dass diese Gleichungen Grundlage für die Temperatur-/Widerstandstabellen für idealisierte Platin-Widerstandsthermometer gedacht sind und nicht für die Kalibrierung eines einzelnen Thermometers geeignet sind, für die die Parameter experimentell ermittelt werden müssen.
Die Gleichungen werden in den Internationalen Standards für Widerstands-Temperatur-Funktionen von Platin-RTDs DIN/IEC 60751 (auch IEC 751 genannt, bzw. BS-1904 und JIS C1604) zitiert.
Die Gleichung wurde ursprünglich vom britischen Physiker Hugh Longbourne Callendar formuliert und von M. S. Van Dusen in einer 1925 veröffentlichten Arbeit für Messungen bei niedrigeren Temperaturen verfeinert.